# DSSS
DSSS (англ. Direct Sequence Spread Spectrum) — технологія модуляції, що забезпечує більшу продуктивність локальних бездротових мереж шляхом розширення спектра випромінюваного сигналу. Метод полягає в підвищенні тактової частоти модуляції, при цьому кожному символу передаваного повідомлення ставиться у відповідність деяка досить довга псевдовипадкова послідовність.